# Barco (Covilhã)
Barco era una freguesia portuguesa del municipio de Covilhã, distrito de Castelo Branco.

## Localización
Barco se sitúa a unos 20 km de la cabecera del municipio, enclavada entre la Serra da Estrela y la Serra da Gardunha, extendiéndose sobre la ribera norte del río Zêzere, en el extremo sudeste del distrito de Castelo Branco y limitando con el municipio de Fundão. Durante mucho tiempo fue punto de travesía entre ambas orillas del río, de lo que proviene su nombre.

## Historia
Poblada desde la antigüedad, en su término se encuentran restos de un campamento romano y numerosos vestigios de explotaciones mineras abandonadas. Entre 1872 y 1984 tuvo anexo el lugar de Coutada. Tras un crecimiento demográfico notable entre mediados del siglo XIX y mediados del siglo XX, a partir de entonces la freguesia sufrió intensamente el fenómeno migratorio, de lo que da idea que en 1950 contara con cerca de 1800 habitantes, casi cuatro veces más que en el censo de 2011.
Fue suprimida el 28 de enero de 2013, en aplicación de una resolución de la Asamblea de la República portuguesa promulgada el 16 de enero de 2013 al unirse con la freguesia de Coutada, formando la nueva freguesia de Barco e Coutada.